# Give Steel
Give Steel A/S, også kaldt Give Stålspær, er en virksomhed i Brande og Aarhus, der producerer stålkonstruktioner – primært bærende elementer til bygninger.
Virksomheden sælger stålkonstruktioner til hele Nordeuropa men producerer alle sine stålkonstruktioner i Danmark. Virksomheden har hovedkontor og produktion i Brande, samt kontorer i flere europæiske lande. Koncernen beskæftiger over 530 medarbejdere, hvoraf ca. 70 specialister arbejder med BIM engineering og konstruktionsdesign.
Virksomheden startede oprindeligt i Spjald, men flyttede i 1976 til Give.
Siden et ejerskifte i 2003 har virksomheden gennemgået en modernisering og i 2007 blev et nyt domicil med produktionsfaciliteter bygget i Brande. Fabrikken udvidede sine faciliteter i Brande i 2007, 2008, 2009, 2017 og 2021 og produktionskapaciteten ligger i dag på 44.000 tons stålkonstruktioner om året.

## CSR-strategi
Virksomheden navngav i 2019 sin CSR-strategi “We Grow People”.
I 2022 startede virksomheden NGO'en GROW. Til formålet har GROW udviklet en "Social Bæredygtighedsberegner", der kan beregne samfundsværdien for en virksomheds CSR-arbejde.

## Ekstern henvisning
- Hjemmeside Arkiveret 3. august 2020 hos  Wayback Machine

 Der er for få eller ingen kildehenvisninger i denne artikel, hvilket er et problem. Du kan hjælpe ved at angive troværdige kilder til de påstande, som fremføres i artiklen.